# Too Many Girls (film 1940)
Too Many Girls è un film statunitense del 1940 diretto da George Abbott e basato sul musical intitolato anch'esso Too Many Girls (1939) e diretto dallo stesso regista.

## Canzoni
Le canzoni del film sono state composte da Richard Rodgers, con testi scritti da Lorenz Hart; esse sono:
- You're Nearer
- I Didn't Know What Time It Was
- Spic and Spanish
- Love Never Went to College
- 'Cause We All Got Cake
- Heroes in the Fall
- Pottawatomie.

Tutte le canzoni sono comprese anche nel musical originale, ad eccezione di You're Nearer. Le canzoni usate nel musical e non nel film sono invece Tempt Me Not, My Prince, I Like to Recognize the Tune, The Sweethearts of the Team, She Could Shake the Maracas, Too Many Girls e Give it Back to the Indians.